# Хелетуринский сельсовет
Хелетуринский сельсовет — административно-территориальная единица и муниципальное образование со статусом сельского поселения в Ботлихском районе Дагестана Российской Федерации.
Административный центр — село Хелетури.

## Население
| 2002  | 2010  | 2012  | 2013  | 2014  | 2015  | 2016  |
| ----- | ----- | ----- | ----- | ----- | ----- | ----- |
| 1250  | ↗1374 | ↗1395 | ↗1403 | ↗1424 | ↗1451 | ↘1450 |
| 2017  | 2018  | 2019  | 2020  | 2021  | 2023  | 2024  |
| ↘1442 | ↗1456 | ↗1461 | ↗1470 | ↘1389 | ↗1399 | ↗1410 |

## Состав
| № | Населённый пункт | Тип населённого пункта       | Население |
| - | ---------------- | ---------------------------- | --------- |
| 1 | Новое Хелетури   | село                         | ↘595      |
| 2 | Хелетури         | село, административный центр | ↗794      |